# هلا ۶۹۹

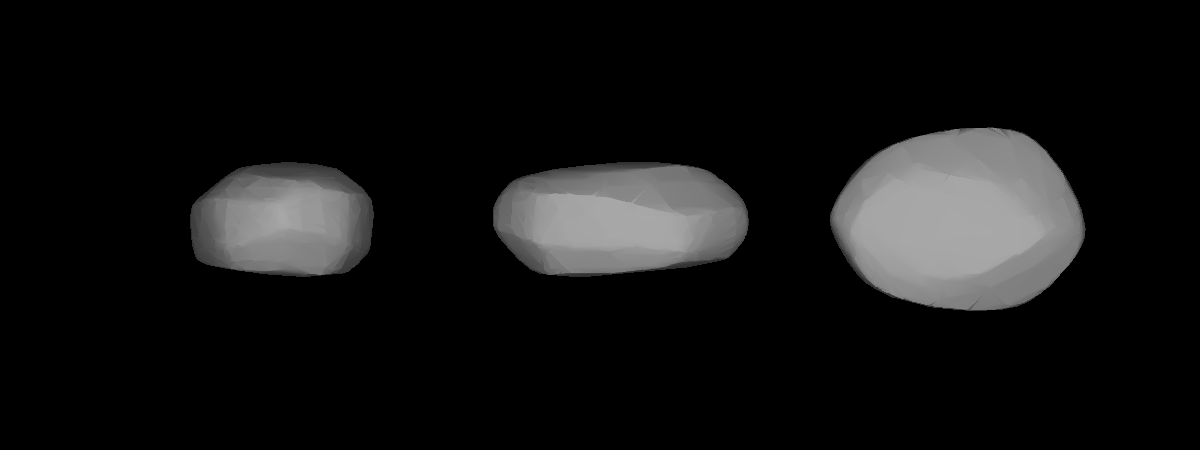
مدل سه‌بُعدی سیارک هلا ۶۹۹ بر اساس منحنی نور آن

سیارک ۶۹۹ (به انگلیسی: 699 Hela، نامگذاری:1910KD) ششصد و نود و نهمین سیارک کشف شده‌است که در ۵ ژوئن ۱۹۱۰ و در هایدلبرگ کشف شد.
قدر مطلق سیارک برابر ۱۱٫۷۲ است.